# Cteniscus eximius
Cteniscus eximius là một loài tò vò trong họ Ichneumonidae.